# سیارک ۱۸۰۷۹
سیارک ۱۸۰۷۹ (به انگلیسی: 18079 Lion-Stoppato، نامگذاری:2000FJ63) هجده هزار و هفتاد و نهمین سیارک کشف شده‌است که در ۲۷ مارس ۲۰۰۰ کشف شد.
قدر مطلق سیارک برابر ۲۴.۵ است.